# Maria de Capua
Maria (n. 985 – cca. 1040) a fost una dintre fiicele principelui Pandulf al II-lea de Capua și de Benevento.
Maria a fost căsătorită cu ducele Sergiu al II-lea de Amafi în jurul datei de 26 aprilie 1002. Sora ei, Gaitelgrima era căsătorită cu principele Guaimar al III-lea de Salerno, iar frații săi, Landulf și Pandulf, au condus principatele de Benevento și Capua.
Maria a avut doi fii, Ioan și Manso. În 1028, împreună cu fiul său Manso a ocupat tronul Ducatului de Amalfi, alungându-i de la conducere pe soțul ei, Sergiu și pe celălalt fiu, Ioan, care s-au refugiat la Constantinopol. Aceasta a avut loc probabil în urma instigărilor și cu sprijinul fratelui ei, Pandulf. În 1029, Ioan a revenit și a depus atât pe Maria, cât și pe Manso.
În aprilie sau mai 1034, Ioan a fost din nou depus de către mama și fratele lui. De această dată, evenimentul a fost în mod clar rezultatul intervenției lui Pandulf, din cauză că fiica Mariei se căsătorise cu normandul Rainulf Drengot, devenit conte de Aversa, pentru a întări alianța dintre Pandulf și normanzii din sudul Italiei. Existența acestei fiice este consemnată în cronica lui Amato de Montecassino: "fiica patrikios-ului de Amalfi, care era nepoata principelui Pandulf, dat fiind că soția patrikios-ului era soția lui Pandulf." Identitatea acestei fiice produce confuzie.
Maria a preluat titlul de ducissa et patricissa. Un indiciu al puterii sale este și acela că Manso nu a deținut niciun asemenea titlu, nici măcar primit din Bizanț, așa cum primiseră anterior tatăl și fratele său. În 1038, fratele ei Pandulf a fost depus din Capua, iar Ioan a putut să revină la Amalfi. Acesta l-a depus din nou pe fratele său Manso și s-a reconciliat cu Maria, care ulterior i s-a alăturat atunci când Manso a fost orbit și exilat în fortăreața din Castelluccia on Li Galli. Acest act de cruzime i-a revoltat pe amalfitani, care i-au depus pe amândoi și au acceptat domnia principelui Guaimar al IV-lea de Salerno. 